# 弗赖维尔
弗赖维尔（法語：Vraiville，法語發音：[vʁɛvil]）是法国厄尔省的一个市镇，位于该省中部，属于贝尔奈区。该市镇总面积6.82平方公里，2009年时的人口为582人。

## 交通
厄尔省省道D52线和D81线在境内东部交汇。

## 人口
弗赖维尔人口变化图示